# Lanitz-Hassel-Tal
Lanitz-Hassel-Tal là một đô thị thuộc huyện Burgenland, bang Sachsen-Anhalt, Đức. Đô thị Lanitz-Hassel-Tal có diện tích 31,5 km², dân số thời điểm ngày 31 tháng 12 năm 2006 là 1261 người. Đô thị này được lập thông qua việc sáp nhập các đô thị cũ Möllern và Taugwitz vào ngày 1 tháng 7 năm 2009.